# Inscription lapidaire

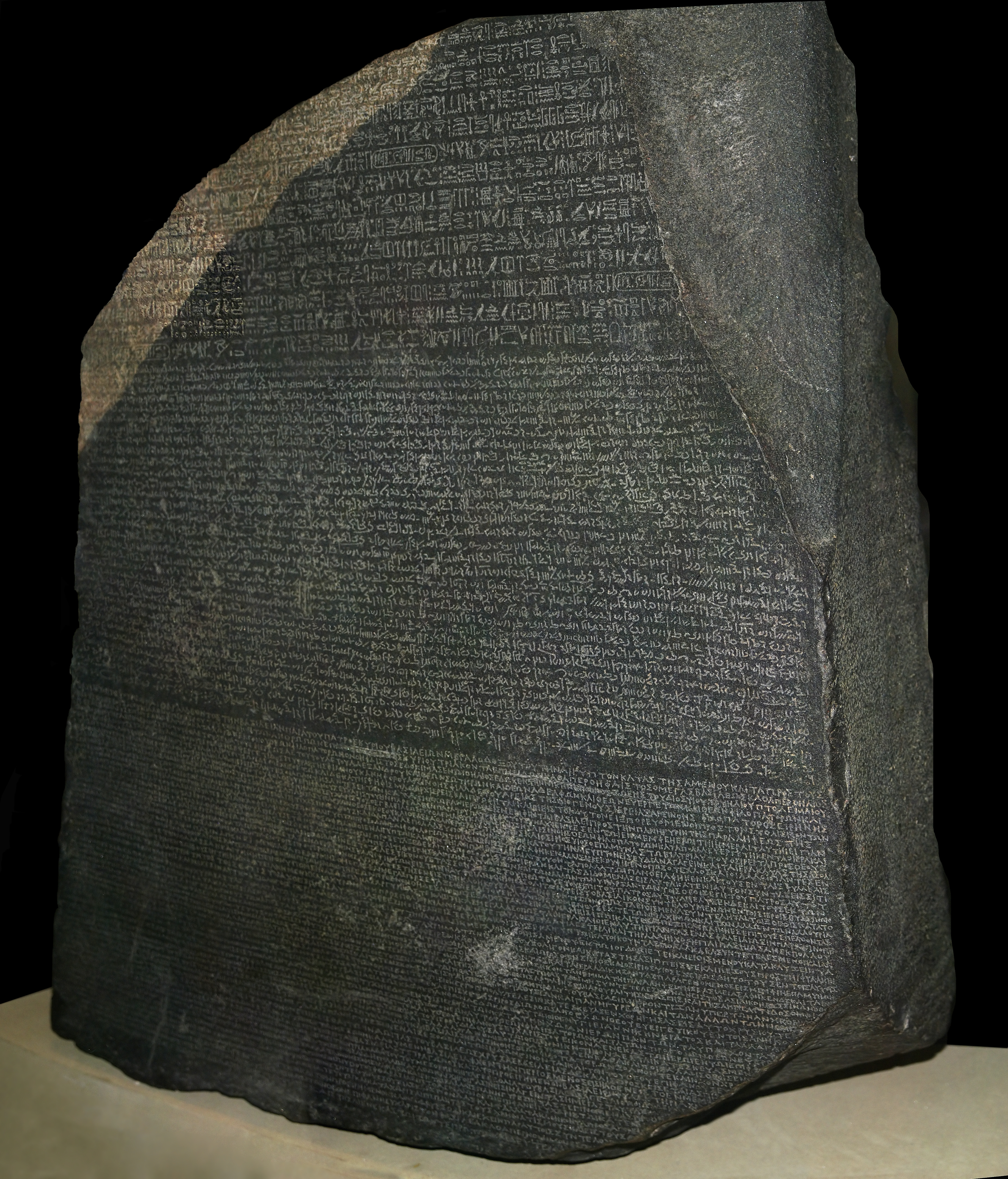
La pierre de Rosette comporte sans doute parmi les plus célèbres inscriptions lapidaires. Cette stèle a permis à Champollion de déchiffrer les écritures hiéroglyphique et démotique de l’Égypte antique à partir de leur traduction en grec.

Une inscription lapidaire est un texte gravé, incisé ou peint sur la pierre. L'étude des inscriptions lapidaires est l'objet de l'épigraphie.
Les inscriptions lapidaires ont été gravées dès l'Antiquité. Par leur durabilité dans le temps, les inscriptions lapidaires ont été une source d'enseignements précieux pour les historiens.

Les hiéroglyphes sont typiquement des « inscriptions lapidaires et, d'une façon plus générale, murales, qu'elles soient gravées, incisées ou peinte ». 

L'épigraphie latine a été portée à un certain aboutissement par l'empire romain[réf. nécessaire] au Iersiècle de notre ère, notamment sur le piédestal de la Colonne Trajane, véritable canon pour l'histoire de l'écriture et de la typographie.
Un autre exemple célèbre est la découverte à Alise-Sainte-Reine, en 1839, de l'inscription lapidaire mentionnant « ALISIIA » (CIL XIII, 2880) qui ajouta un élément important pour l'identification du site du siège d'Alésia.